# Marlène Schiappa
Marlène Schiappa (n. 18 noiembrie 1982, Paris, Franța) este o politiciană și eseistă franceză.
Viceprimar al orașului Le Mans și consilier comunitar în Le Mans Métropole începând din 2014, ea este, de asemenea responsabilă pentru departamentul „Egalitate femei-bărbați” din partidul La République en Marche.
Din mai 2017 până iulie 2020, a ocupat funcția de secretar de stat responsabil pentru egalitatea dintre femei și bărbați și pentru lupta împotriva discriminărilor. În acest rol, a promovat legea de consolidare a luptei împotriva actelor de violență sexuală și sexistă. Ulterior, până în mai 2022, a fost ministru delegat pe lângă ministrul de Interne, însărcinată cu Cetățenia, în guvernul Castex. În iulie 2022, a fost numită secretar de stat pentru economia socială și solidară și pentru viața asociativă, sub autoritatea prim-ministrului Franței, în cadrul guvernului Borne. În iulie 2023, a fost înlăturată din guvern, fiind puternic criticată pentru gestionarea fondului Marianne.
Ca scriitoare, a publicat 36 de cărți, dintre care 10 după intrarea în guvern. Semnează fie cu numele propriu, fie, în cazul romanelor erotice, cu pseudonimul Marie Minelli.

## Biografie

### Familie
Deși susține că provine dintr-un mediu modest, Jean-Marc Schiappa, tatăl ei, este istoric, militant pentru libertatea de gândire și adept al curentului troțkist-lambertist.Catherine Marchi, mama sa, este directoare adjunctă într-o instituție de învățământ. Este cunoscută pentru convingerile feministe și pentru activitatea sa ca militantă politică și sindicală, fostă militantă politică și sindicală, de asemenea troțkistă lambertistă, trimisă să se infiltreze în Liga Comunistă, în cadrul unei strategii politice de influențare din interior. Cuplul a avut în total două fiice și un fiu.
Din cauza susținerii sale pentru Emmanuel Macron, tatăl său, el însuși militant troțkist, a exprimat în repetate rânduri opoziția față de opiniile sale politice. În 2021, tatăl său s-a implicat în campania prezidențială a lui Jean-Luc Mélenchon.
S-a căsătorit la 19 ani și a divorțat după câteva săptămâni, fapt pe care îl descrie drept „o greșeală de tinerețe”. În 2006 s-a recăsătorit cu Cédric Bruguière, consultant în resurse umane și eseist, cu care are două fiice. Cei doi s-au despărțit în 2022. Din noiembrie 2022 este într-o relație cu Matthias Savignac, președintele Mutuelle générale de l'Éducation nationale (MGEN). La 14 mai 2025, a anunțat că este însărcinată cu al treilea copil.

### Formare
Marlène Schiappa afirmă că, la 17 ani, rebelă împotriva tatălui său troțkist, s-a pregătit pentru concursul de admitere în Jandarmerie, dar nu s-a prezentat. După ce a obținut bacalaureatul în profil economic și social, cu opțiunea limba rusă, a studiat geografie timp de un an la Sorbona, dar și-a pierdut rapid interesul. Ulterior, a lucrat în cadrul agenției de comunicare Euro RSCG (astăzi Havas Worldwide). În timpul concediului de maternitate, a obținut o diplomă de licență în comunicare și noi media, specializarea „scrieri electronice”, prin validarea studiilor la Universitatea din Grenoble.

### Opere publicate online și în librării
În 2007, Marlène Schiappa a demisionat de la Havas Worldwide pentru a se ocupa de fiica sa și a devenit liberă profesionistă. Atunci a constatat dificultățile de a concilia viața profesională cu cea familială. În 2008 a creat blogul Maman travaille, descris ca find „prima rețea a mamelor active”, care a atras un număr semnificativ de cititori. În același an, această rețea s-a transformat într-o asociație nonprofit înregistrată conform legii 1901, care promovează egalitatea părintească și concilierea vieții profesionale cu cea privată. Asociația formulează 10 propuneri adresate companiilor și factorilor politici, printre care prelungirea concediului paternal și îmbunătățirea remunerației acestuia. În mod regulat, organizația găzduiește „Zile Maman travaille”, precum și ateliere și conferințe. Este de asemenea inițiatoarea conceptului de „plafon matern”, dezvoltat în cercetările sale.
Maman travaille a creat „Pactul Transparence Crèches”, care are ca scop transparența criteriilor de acordare a locurilor în creșe. În urma acestui demers, o petiție cu peste 20.000 de semnături solicită generalizarea acestui pact.
Din 2007, ea a scris mai multe cronici despre egalitatea dintre femei și bărbați, publicate în special în webzine-ul său Lespasionarias (2007), pe blogul Neuilly-Bondy, pe blogul Mamantravaille și pe blogul Jaime-ma-famille, în colaborare cu Loïc Lecanu.
Ca scriitoare, a publicat 36 de cărți, dintre care 10 după intrarea în guvern. Semnează fie cu numele său, fie, în cazul romanelor erotice, cu pseudonimul Marie Minelli. Începând cu anul 2010, Marlène Schiappa a publicat mai multe lucrări sub acest pseudonim, într-o colecție de literatură erotică, cu tematică sexuală explicită, la editura La Musardine. Unele dintre aceste cărți au primit critici, în special din partea Daria Marx, care a considerat una dintre ele insultătoare la adresa persoanelor supraponderale; în legătură cu aceste critici, autoarea a recunoscut că textul conține „unele stângăcii”.

## Carieră politică

### Aleasă local în Le Mans
În 2001, a candidat la alegerile municipale din Paris, în arondismentul al paisprezecelea, pe o „listă civică de orientare de stânga”.
Stabilită în Mans la sfârșitul anilor 2000, a fost remarcată de primarul social‑democrat Jean-Claude Boulard. Pentru alegerile municipale din martie 2014, s‑a prezentat pe lista de uniune a stângii susținută de primar, pe poziția a paisprezecea, deși nu era membră Partidului Socialist. După scrutin, a fost aleasă în consiliul municipal al orașului și în consiliul comunitar Le Mans Métropole. La ședința de instalare, din 4 aprilie, a devenit adjunctă a primarului, însărcinată cu egalitatea, lupta împotriva discriminărilor și cu Carta LGBT.
La sfârșitul lunii mai 2014, ea a anunțat, împreună cu Assia Benziane, adjunctă a primarului din Fontenay-sous-Bois, crearea Mișcării aleșilor francezi pentru egalitate (MEFE).
Cu ocazia alegerilor departamentale din 2015, s-a prezentat în cantonul Mans-3, sub culorile formațiunii La Sarthe à gauche (La Sarthe spre stânga) (în echipă cu un candidat al Partidului Socialist). În turul al doilea, echipa formată împreună cu Stéphane Chevet a pierdut alegerile, obținând 43,1% din voturi.
În ianuarie 2016, Marlène Schiappa a devenit consilieră comunitară delegată pentru atractivitatea economică a teritoriului și inovația tehnologică.

### Activitate politică națională și susținerea lui Emmanuel Macron
În martie 2016, după remanierea guvernului Manuel Valls, ministrul pentru Familie, Copii și Drepturile Femeilor, Laurence Rossignol, a numit‑o în cabinetul său. Mandatul său ca membră a cabinetului s-a încheiat în iunie 2016.
În contextul alegerilor prezidențiale din 2017, s-a implicat în susținerea lui Emmanuel Macron, devenind unul dintre cei 100 de delegați ai săi la nivel național. Continuându-și angajamentul în mișcarea En marche, Marlène Schiappa a luat cuvântul în deschiderea mai multor mitinguri ale lui Emmanuel Macron (la Lyon, Angers, Bastia, Le Mans). A fost numită responsabilă a sectorului „egalitate între femei și bărbați”, coordonând programul partidului pe această temă, și delegată pentru egalitatea între femei și bărbați, un subiect considerat o prioritate națională a mandatului prezidențial după alegere. Emmanuel Macron a numit-o în comisia națională de investiții, responsabilă cu selectarea candidaților pentru alegerile legislative partidului La République en marche, comisie prezidată de Jean-Paul Delevoye.
La alegerile municipale din 2020, în Paris, în cadrul campaniei conduse inițial de Benjamin Griveaux, apoi de Agnès Buzyn, a candidat pe locul al doilea pe lista La République en marche (LREM) în al 14-lea arondisment. Lista a obținut 8,6% din voturi și s-a clasat pe locul patru, ceea ce nu i-a permis să obțină un mandat.
La alegerile regionale din 2021 în regiunea Île-de-France, a fost cap de listă a majorității prezidențiale (LREM) în departamentul Paris. Întrebată în ianuarie 2021 despre o eventuală candidatură, a declarat că preferă să „lase locuri pentru talente care vor fi întăririle noastre de mâine”.
A înregistrat cea mai mare rată de absenteism (92%) în consiliul regional în a doua jumătate a anului 2022.

### Secretar de Stat pentru Egalitatea între Femei și Bărbați

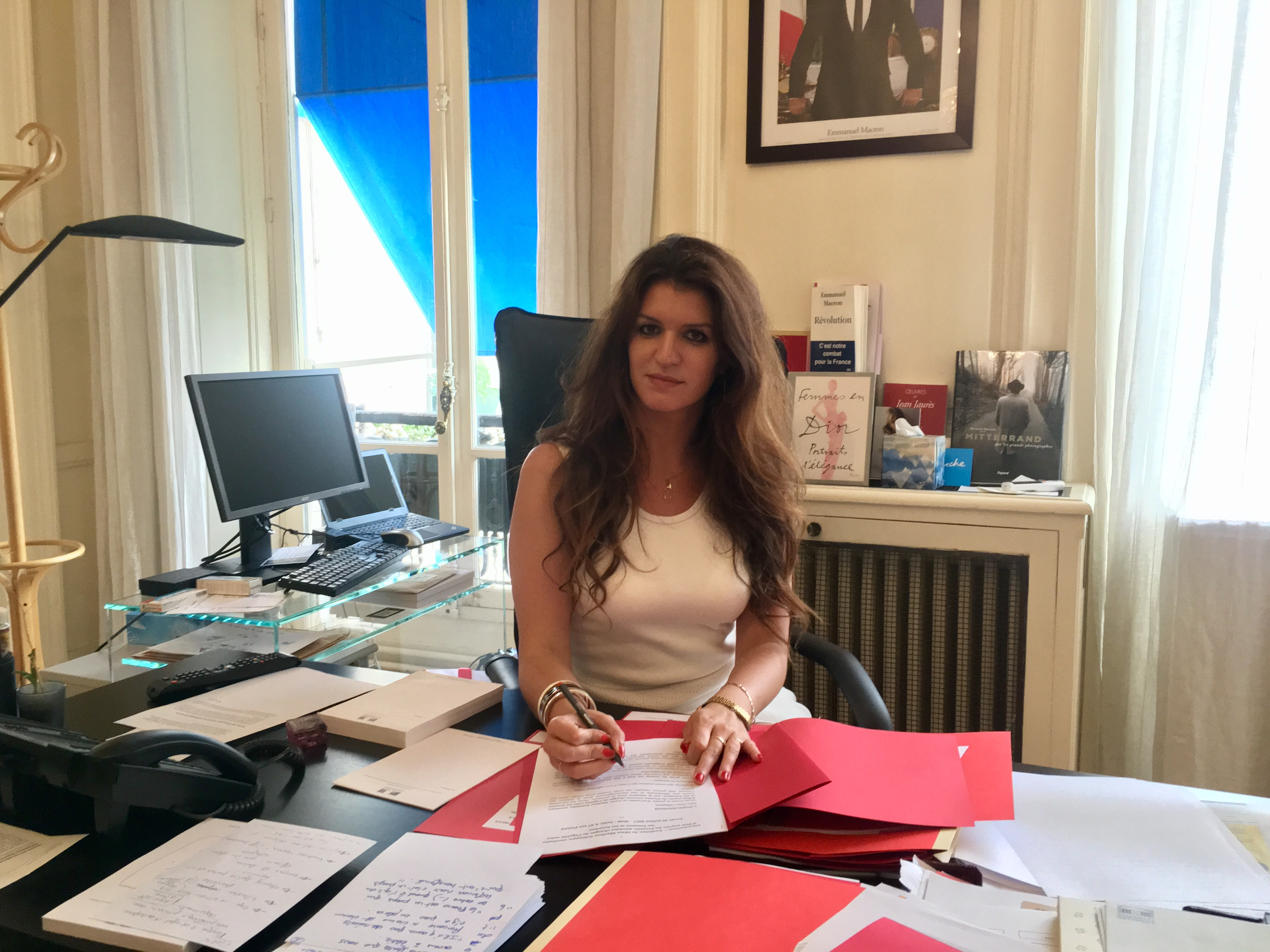
Marlène Schiappa la biroul său de secretar de stat în anul 2017.

La 17 mai 2017, este numită secretar de stat responsabil cu Egalitatea între femei și bărbați în guvernul Édouard Philippe, primul guvern format sub președinția lui Emmanuel Macron. La 25 noiembrie 2017, președintele Republicii declară egalitatea între femei și bărbați „marea cauză a mandatului prezidențial”. Anunțul survine în contextul afacerii Harvey Weinstein și al mișcărilor #MeToo și #BalanceTonPorc și este urmat de mai multe inițiative: campanii de conștientizare în cadrul Festivalului de la Cannes; „universități de vară ale feminismului” la Casa Radioului; un Grenelle împotriva violenței domestice.
La remanierea guvernamentală din 16 octombrie 2018, atribuțiile sale au fost extinse, incluzând și Lupta împotriva discriminărilor.

#### Legea „Schiappa” privind lupta împotriva inegalităților salariale și emanciparea economică a femeilor
În octombrie 2017, Marlène Schiappa a anunțat că pregătește pentru 2018 un proiect de lege care prevede, între altele, sancționarea hărțuirii stradale, prelungirea termenului de prescripție pentru infracțiunile sexuale asupra minorilor și stabilirea unei vârste sub care un copil nu poate fi considerat capabil să își dea consimțământul pentru o relație sexuală. Cunoscuta ca „legea Schiappa”, proiectul de lege, elaborat împreună cu ministra Justiției, Nicole Belloubet, a fost examinat în Adunarea Națională în mai 2018. Textul a fost adoptat în unanimitate atât în Senat, cât și în Adunarea Națională la 31 iulie și 1 august și a fost promulgat pe 3 august 2018.
Marlène Schiappa a propus mai multe măsuri, printre care: un plan pentru promovarea mixității profesionale încă din primii ani, în special în domenii precum tehnologia digitală sau științele, în 2017; acțiuni pentru valorizarea antreprenoriatului feminin; precum și măsuri legate de parentalitate: la 1 iulie 2021, concediul paternal a fost mărit de la 11 la 25 de zile.
În august 2017, ea a invitat conducătorii celor zece companii cu cele mai slabe rezultate în barometrul Ethics & Boards privind egalitatea profesională între bărbați și femei la o sesiune de formare și conștientizare în cadrul ministerului său. A avertizat că numele celor absenți vor fi făcute publice în presă.

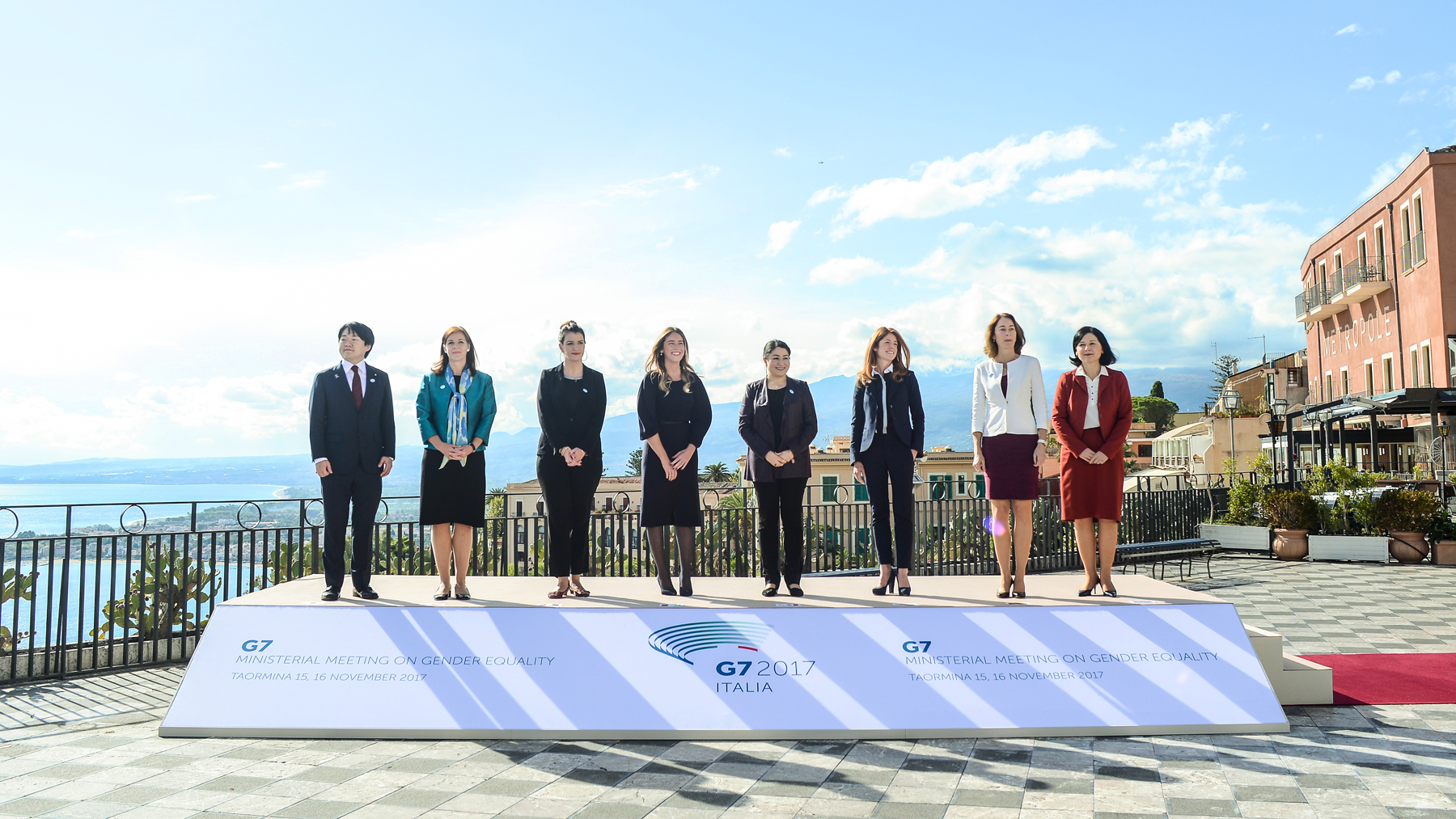
Marlène Schiappa, alături de omologii săi străini, la summitul G7 din 2017, din Italia.

În cadrul summit-ului G7 din 2019, președintele Republicii, Emmanuel Macron, a anunțat angajamentul Franței de a promova o lege pentru emanciparea economică a femeilor. Marlène Schiappa și Bruno Le Maire au fost desemnați responsabili pentru acest domeniul.

#### Diplomația feministă și Turul Franței pentru Egalitate

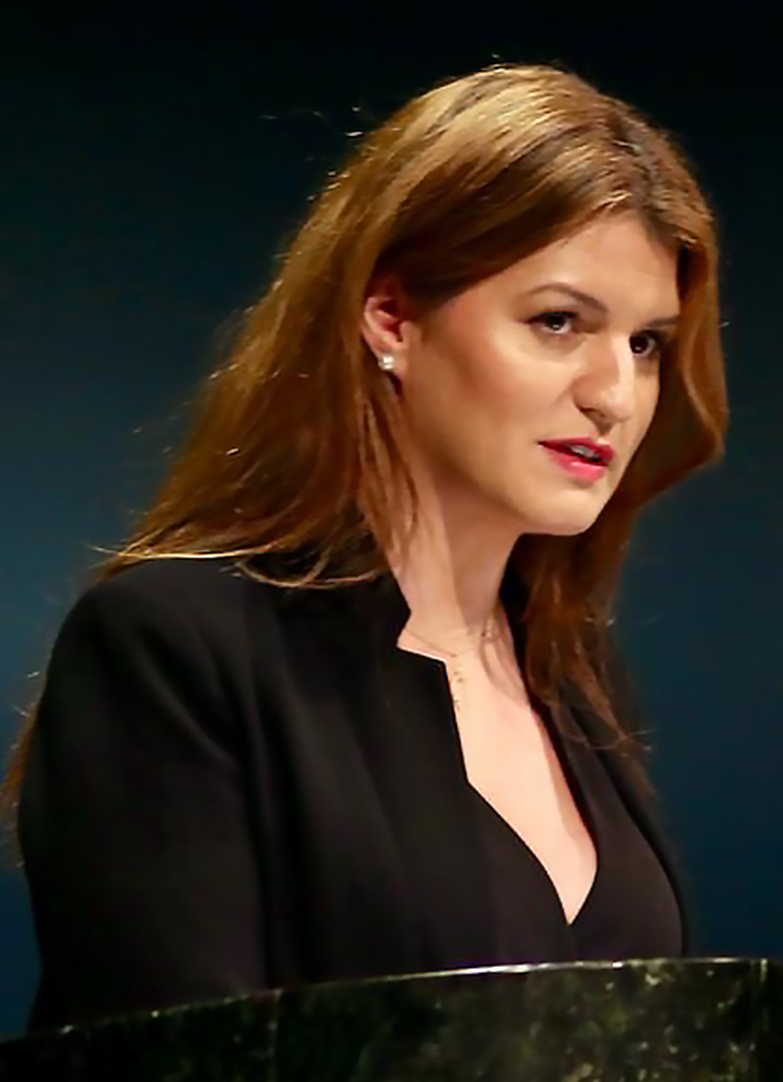
Marlène Schiappa pe podiumul ONU, în 2019.

La 13 martie 2018, la Națiunile Unite din New York, în numele Franței, cu ocazia celei de-a 62-a sesiuni a Comisiei pentru Drepturile Femeii (CSW62), Marlène Schiappa și-a încheiat intervenția cu afirmația („France is back, and so is feminism”) („Franța s-a întors, la fel și feminismul”), revendicând o diplomație feministă.
La 8 și 9 mai 2019, Marlène Schiappa a prezidat la Paris o reuniune ministerială cu omologii săi din G7, dedicată egalității între femei și bărbați. A fost semnată o declarație comună a celor șapte țări, cu angajamente privind lupta împotriva violențelor sexuale și sexiste, hărțuirea cibernetică, antreprenoriatul feminin și educația fetelor.
La reuniunea G7 de la Biarritz, din august 2019, unde Emmanuel Macron a propus un parteneriat pentru combaterea discriminărilor între femei și bărbați, ea a îndemnat șefii de stat să adopte cel puțin una dintre legile propuse de Consiliul consultativ al G7.
Între octombrie 2017 și 8 martie 2018 a fost lansat un dezbatere publică privind egalitatea între femei și bărbați și așteptările francezilor față de autoritățile publice în acest domeniu. Peste 55.000 de persoane au participat la 824 de ateliere, dintre care peste 20.000 pe tema violențelor sexiste și sexuale. Din aceste discuții au rezultat 50 de propuneri.

#### Lupta împotriva violenței anti-LGBT
Secretara de stat, care afirmă că agresiunile homofobe sunt în creștere puternică, a prezentat în noiembrie 2018 un plan guvernamental ce cuprinde unsprezece măsuri pentru combaterea violențelor împotriva persoanelor din comunitatea LGBT. Acest plan include organizarea unei campanii naționale de comunicare în presă și pe internet, intitulată „LGBTphobies”; prezența în cadrul comisariatelor de poliție și a brigăzilor de jandarmerie a unor referenți instruiți pentru primirea și asistența victimelor; implementarea unei formări inițiale și continue pentru forțele de poliție și jandarmerie, în colaborare cu DILCRAH; introducerea unor cursuri obligatorii împotriva „LGBTphobiilor” în toate școlile publice, inclusiv la Școala Națională de Administrație Penitenciară; intervenții în școli ale asociațiilor acreditate implicate în lupta împotriva urii anti-LGBT; extinderea competențelor comitetelor operaționale de combatere a rasismului și antisemitismului și asupra luptei împotriva urii anti-LGBT; evaluarea rapidă a eficienței planului național de mobilizare contra urii și discriminărilor anti-LGBT, coordonat de Dilcrah din decembrie 2016, de către Comisia Națională Consultativă pentru Drepturile Omului; continuarea angajamentului Franței pe plan internațional pentru dezincriminarea mondială a homosexualității; deschiderea unei linii telefonice de consiliere pentru persoanele LGBT, destinată insulelor Guadelupa și Martinica.

### Ministrul delegat pentru cetățenie
La formarea guvernului Jean Castex, la 6 iulie 2020, ea este numită ministru delegat însărcinat cu Cetățenia, în cadrul ministerului de Interne, condus de Gérald Darmanin. Ea declară că în portofoliul său se regăsesc „problemele coeziunii naționale, respectarea principiului laicității, apărarea dreptului de azil, primirea refugiaților, proiectele legate de lupta împotriva separatismului, implicarea forțelor de ordine în protecția femeilor victime ale violenței, dar și toate problemele ministerului de Interne la care ministrul [o] asociază”. Ea face publice aceste atribuții înainte ca acestea să fie validate de secretariatul general al guvernului, care în final nu reține lupta împotriva violenței împotriva femeilor.

#### Laicitate
Pozițiile sale privind laicitatea și islamofobia au evoluat către o concepție universalistă a laicității, apropiată de curentul Primăverii republicane, al cărui fondatori îi cunoaște personal. În acest context, ea a dizolvat Observatorul Laicității pentru a „face să evolueze” această structură și a lansat „Stările generale ale laicității”, inițiativă care i-a atras o declarație ostilă din partea lui Emmanuel Macron (care nu fusese informat în prealabil) și boicotul a 28 de organizații sindicale și asociații.

#### Separatismul și excesele sectare
La 26 iulie 2020, Marlène Schiappa a anunțat că proiectul de lege împotriva separatismului va viza în special „islamul politic”. Acesta a fost prezentat în decembrie 2020 sub denumirea de „proiect de lege privind consolidarea principiilor republicane”.
În urma asasinării lui Samuel Paty, ea a anunțat crearea „unei unități de contra-discurs republican pe rețelele de socializare”, iar în aprilie 2021 a înființat fondul Marianne, destinat asociațiilor care promovează „valorile Republicii”, cu un buget de 2,5 milioane de euro, pentru combaterea „discursurilor de ură și separatiste” de pe rețelele sociale. În urma unei anchete realizate de Mediapart, funcționarea fondului Marianne a devenit obiectul unei investigații judiciare în 2023, desfășurate de Parchetul Național Financiar, inclusiv pentru „deturnare de fonduri” și „abuz de încredere”.
Ca urmare a dezvoltării unor noi forme de influență sectară, amplificate de pandemia de Covid-19, Marlène Schiappa a relansat activitat (Misiunea interministerială de vigilență și luptă împotriva derivațiilor sectare), integrată de acum în Comitetul interministerial pentru prevenirea delincvenței și a radicalizării, anunțând o creștere de zece ori a resurselor sale și numirea unei magistrate în fruntea instituției[^1]. Pentru a recunoaște contribuția muncitorilor străini în timpul crizei sanitare, Marlène Schiappa a transmis o circulară prefecților, cerându-le să examineze mai rapid cererile de naturalizare ale acestor lucrători, dintre care aproximativ 2.000 au obținut cetățenia franceză.

#### Violența domestică și prevenirea criminalității
Pentru combaterea violenței conjugale, ea a implementat măsurile rezultate în urma „Grenelle-ului împotriva violenței domestice” care privesc Ministerul de Interne: extinderea și traducerea grilei de evaluare a riscului, formarea polițiștilor și jandarmilor în domeniul violenței, recrutarea de asistenți sociali în comisariatele de poliție și brigăzile de jandarmerie.
La 1 iulie 2021, cu ocazia Forumului „Generația Egalitate”, a anunțat crearea unei rețele globale a forțelor de poliție pentru combaterea violenței conjugale, în colaborare cu ONU Femei.
Cu ocazia Zilei Internaționale a Drepturilor Femeii, 8 martie 2021, a prezentat un plan de feminizare a Ministerului de Interne, vizând promovarea egalității între femei și bărbați în cadrul instituției.
În urma decesului unei adolescente de 14 ani, victimă a hărțuirii și înecată în Sena în martie 2021, după ce fusese agresată fizic de două colege, Marlène Schiappa a anunțat crearea unui comitet al părinților împotriva hărțuirii. După ce, în funcțiile anterioare, a promovat legea care sancționează hărțuirea stradală, ea a instituit „zone roșii” și un „barometru al hărțuirii stradale”.

### Secretar de Stat pentru Economie Socială și Solidară și Viață Comunitară
La 4 iulie 2022, a fost numită secretar de stat însărcinat cu Economia socială și solidară și viața asociativă, în guvernul Borne. A fost îndepărtată din guvern în cadrul remanierii din 20 iulie 2023, fiind intens criticată pentru gestionarea fondului Marianne.

## Viața profesională după guvernare
În noiembrie 2023, s-a alăturat agenției de comunicare Tilder.
În ianuarie 2024, Marlène Schiappa s-a înscris la școala de afaceri de la EM Lyon Business School.
În august 2024, ea s-a alăturat postului BFMTV și lui Éric Brunet, devenind cronicară în emisiunea acestuia. În septembrie, a intrat în echipa de cronici a emisiunii „Estelle Midi”, prezentată de Estelle Denis, la radio RMC (difuzată și pe postul RMC Story), cu prima apariție pe 17 septembrie.

### Next Women 40
Next Women 40 este o inițiativă lansată de Marlène Schiappa prin ONG-ul său Actives, care are ca scop selectarea a 40 de femei pentru a conduce companii din indicele CAC 40. Un juriu format din personalități influente, printre care Anne-Marie Couderc (președinta Air France), Alexandra Alberti (headhunter), Gianmarco Monsellato (CEO Deloitte) și Fabienne Arata (director general LinkedIn), a fost constituit pentru a evalua candidaturile. Proiectul urmărește promovarea leadership-ului feminin în lumea afacerilor.
„J'ai lancé le Next Women 40, une liste des prochaines femmes qui prendront la tête du CAC 40, pour qu'on arrête de prétendre qu'on ne les trouve pas”—Marlène Schiappa, Affiches Parisiennes⁠(d).
În noiembrie 2024, aceste conducătoare au fost primite la Palatul Élysée de președintele Emmanuel Macron. Ediția respectivă a recompensat, printre altele, pe Anne Browaeys, directoare generală pentru piețele din Europa și Africa la Club Med, Cécile Cabanis, directoare financiară a LVMH, Delphine Ernotte, directoare generală a France Télévisions, Ana Giros, directoare generală adjunctă responsabilă cu strategia, responsabilitatea socială corporativă și marile proiecte la Equans, precum și Véronique Bedague, CEO la Nexity.

## Poziții adoptate

### Feminism și opinii despre purtarea vălului
Marlène Schiappa se declară „în esență o militantă feministă”, în special datorită experienței personale legate de asimetria responsabilităților legate de parentalitate. De asemenea, este patroană sau membră în juriul mai multor organizații: États généraux de la femme, Premiul Trajectoires HEC au féminin, trofeul 1 001 vies, Premiul Power Starter și Premiul pentru antreprenoare.
Ea a condus mai multe seminarii de formare privind egalitatea de gen și leadershipul feminin la ENA pentru politiciene și funcționare de rang înalt din întreaga zonă mediteraneană.
Ea a vorbit de mai multe ori în cadrul Fundației Jean-Jaurès pe tema violenței împotriva femeilor.
În martie 2018, Marlène Schiappa, Roselyne Bachelot și Myriam El Khomri au susținut o lectură din Monologurile vaginului la Teatrul Bobino. Profiturile din spectacol merg către Colectivul Feminist Împotriva Violului.
În iulie 2014, Marlène Schiappa publică în Huffington Post un articol de opinie intitulat „Nu, dragă Manuel Valls, cartierele populare nu sunt antisemite”, în care se declară împotriva interzicerii vălului islamic pentru mamele care însoțesc elevii în excursii școlare, condamnând totodată cu fermitate antisemitismul, pe care îl numește „o plagă, o oroare, o abominație”. Își clarifică poziția referitoare la portul vălului într-un interviu acordat revistei Elle: „Poziția mea este clară: legea din 1905 nu recunoaște și nu subvenționează niciun cult, iar vălul este interzis persoanelor care reprezintă statul. Dacă ești funcționar public, nu poți purta un semn religios. În schimb, pe stradă, dacă vrei să porți un văl, este alegerea ta”. Cartea sa Laicité, point ! (Laicitatea, punct!), apărută la editura L'Aube în 2018, abordează pe larg această temă.
Într-un videoclip pentru Fundația Jean-Jaurès din septembrie 2016, Schiappa se opune prezenței slujbelor și ceremoniilor religioase la televiziunea publică; ulterior, ea precizează că doar a transmis opiniile exprimate în cadrul unei zile de seminar colectiv dedicat laicității și drepturilor femeilor, că videoclipul era un rezumat al acelui eveniment și că declarațiile sale au fost scoase din context.

### Apărarea victimelor de sex masculin ale violenței sexuale, prelungirea concediului pentru decesul unui copil și opoziția față de întâlnirile nemixte
În 2018, Marlène În 2018, Marlène Schiappa a luat apărarea bărbaților și băieților victime ale violențelor sexuale, exprimându-și public emoția față de tabuul existent în jurul acestui subiect, în timp ce mișcarea #MeToo părea să elibereze discursul public.
La 30 ianuarie 2020, o propunere legislativă a grupului UDI, Agir și independenți, care urmărea instaurarea unui concediu de doliu de douăsprezece zile în loc de cinci pentru decesul unui copil, a fost respinsă în Adunarea Națională. Marlène Schiappa și-a exprimat susținerea față de această propunere și și-a manifestat dezacordul față de ministrul muncii, Muriel Pénicaud. Potrivit ziarului Le Parisien, Marlène Schiappa ar fi amenințat cu demisia. După o intervenție publică a președintelui Emmanuel Macron, guvernul a susținut în cele din urmă propunerea, care a fost adoptată pe 26 mai 2020 de Adunarea Națională.
Marlène Schiappa a luat poziție împotriva UNEF, a cărei președintă, Mélanie Luce, a declarat în martie 2021 că organizase deja întâlniri nemixte, acuzând asocierea pozițiilor indigene prin calificarea persoanelor în funcție de culoarea pielii.

## Controverse

### Violența obstetrică
La 20 iulie 2017, în timpul audierii sale în fața delegației pentru drepturile femeilor din Senat, Marlène Schiappa anunță că a solicitat un raport din partea Înaltului Consiliu pentru Egalitate între Femei și Bărbați (HCE) cu privire la „violențele obstetrice”. Ea afirmă că rata epiziotomiilor în Franța ar fi de 75 % în timpul nașterilor, cifră pe care o consideră o formă de maltratare. Această cifră este însă contestată de ginecologi.
Într-o scrisoare deschisă adresată lui Marlène Schiappa, profesorul Israël Nisand, președintele Colegiului Național al Ginecologilor și Obstetricienilor din Franța, alături de alți colegi, se declară „în același timp surprinși și profund șocați” de „difuzarea” unor „informații false” de către aceasta. În schimb, Consiliul Național al Ordinului Moașelor susține demersul lui Schiappa, considerând că este „un subiect esențial” care „trebuie în mod imperativ studiat”.
Mai multe articole de presă subliniază că, dincolo de polemică, este vorba de un subiect politic important.

### Intervenția în cazul Christophe Dettinger
În ianuarie 2019, Vestele Galbene au lansat o campanie de strângere de fonduri pe site-ul Leetchi în sprijinul familiei lui Christophe Dettinger, boxerul care a comis violențe împotriva jandarmilor mobili în timpul demonstrației din 5 ianuarie de la Paris, ceea ce a provocat critici din partea sindicatelor poliției și a anumitor membri ai guvernului.
La 8 ianuarie, Marlène Schiappa declară: „Avem aici o persoană care a comis fapte foarte grave, care a lovit un polițist în exercitarea atribuțiilor sale, în timp ce menținea ordinea publică; este o faptă extrem de gravă”. Considerând că această campanie de strângere de fonduri susține un act infracțional, ea afirmă că aceasta este „ilegală”, ceea ce este contestat de publicația Libération, care precizează că inițiativa a fost organizată pentru a finanța cheltuielile judiciare. Marlène Schiappa solicită suspendarea campaniei și cere identificarea donatorilor, susținând că sprijinirea acesteia „face complice” de faptă și o încurajează. În cursul aceleiași zile, platforma care găzduia campania a închis-o și a blocat suma adunată.
Închiderea campaniei de strângere de fonduri, solicitată de secretara de stat, a avut consecințe juridice: la 18 martie 2019, considerându-se prejudiciat de Leetchi, Christophe Dettinger a dat în judecată platforma pentru a obține plata a peste trei milioane de euro drept despăgubire pentru „pierdere de șansă” cauzată, în opinia sa, de închiderea anticipată a campaniei. La 6 ianuarie 2021, tribunalul judiciar din Paris a anulat campania și a ordonat returnarea către toți participanții a fondurilor colectate.

### Promovarea cărții sale de către cabinetul său
La 22 mai 2018, cabinetul secretariatului de stat însărcinat cu Egalitatea între femei și bărbați a trimis unor jurnaliști incluși în baza sa de date o invitație la o sesiune de autografe cu ocazia lansării cărții lui Marlène Schiappa, Si souvent éloignée de vous. În această lucrare se precizează însă că „această carte nu este nici o comunicare guvernamentală, nici un bilanț al acțiunii politice, ci o relatare pur personală, parțială și uneori romanzată. Opiniile exprimate aici angajează exclusiv autoarea”.
Jean-Christophe Picard, președintele asociației Anticor, care luptă împotriva corupției și pentru etica în politică, a anunțat că a sesizat Comisia Națională pentru Informatică și Libertăți (CNIL) și pe Prim-ministru, trimițând o scrisoare fiecăruia în care le solicită să ia măsuri corespunzătoare, având în vedere că, potrivit legii, „utilizarea fondurilor publice trebuie limitată strict la îndeplinirea misiunii ministeriale, fără a se profita de funcție pentru sine sau pentru apropiați”.
În răspunsurile lor, prim-ministrul pledează pentru „o eroare umană” și CNIL închide plângerea Anticor, invocând în continuare „o eroare făcută cu bună-credință și izolată”. CNIL profită de această ocazie pentru a reaminti cetățenilor obligațiile legate de Regulamentul general privind protecția datelor (RGPD).

### Activitatea promoțională pe web
În august 2018, serviciul „Checknews” al ziarului Libération a dezvăluit că contul de Twitter de susținere a activității lui Marlène Schiappa (pe atunci secretar de stat însărcinat cu Egalitatea între femei și bărbați), „@Avec_Marlene”, era gestionat de Mathieu Pontécaille, consilier special responsabil de strategia de comunicare și presă din cadrul cabinetului său.
Interogat de ziar, Mathieu Pontécaille a recunoscut că el este cel care a creat adresa de e-mail asociată contului respectiv și că biroul ministerial îi „furnizează elemente de limbaj, replici și conținuturi”, pe care el le utilizează „episodic” pentru a publica mesaje pe Twitter. Cu toate acestea, a precizat că administrarea contului este asigurată de „aproximativ zece voluntari”, „susținători încă din prima oră”.
Intervievat la France Info în cadrul programului „Vrai ou Fake”, ministrul spune că nu vede nicio problemă cu utilizarea contului de către biroul său, o practică care „nu este ilegală”.
Revenind la acest episod din decembrie 2020, ziarul Le Monde afirmă că „biroul lui Schiappa trebuie să se supună unei monitorizări neîntrerupte a rețelelor sociale. Este nevoie de o autopromovare frenetică, de identificarea aprecierilor («like») din partea opozanților și, de ce nu, de crearea unor conturi false pentru a o susține pe ministră”.
În ianuarie 2021, jurnalista Pauline Bock, de la site-ul Arrêt sur images, desemnează prin termenul „schiappasferă” un ansamblu de conturi de Twitter a căror unică activitate este promovarea acțiunilor ministrei.
Un an mai târziu, pe 9 februarie 2022, Pauline Bock relatează pe același site (Arrêt sur images) că unul dintre consilierii lui Marlène Schiappa, Yenad Mlaraha, a redactat aproape un sfert din conținutul paginii din proiectul de enciclopedie online Wikipedia în limba franceză dedicată lui Schiappa, cu un scop promoțional. Avertizarea a fost lansată inițial de voluntarii enciclopediei, în special prin afișarea unui banner care semnala „caracterul autobiografic sau autocentrat” al paginii.
Contactată de Huffington Post, echipa de comunicare a ministrei justifică modificările aduse paginii Wikipedia prin următoarele argumente: „pagina […] este într-adevăr în mod regulat ținta unor acte de vandalism și chiar de insulte”, o tentativă de justificare contrazisă de fapte, „sau devine locul unor compilații de anecdote ostile”, precum și prin necesitatea de „a adăuga informații precum legile pe care le-a promovat”.

### Atmosferă de lucru deteriorată în biroul său
La începutul lunii decembrie 2020, ziarul Le Monde publică un portret al lui Marlène Schiappa, în care sunt evidențiate „caracterul exploziv” al ministrei și atmosfera „dezastruoasă” care ar fi domnit în fostul său cabinet de la Secretariatul de Stat pentru Egalitatea între femei și bărbați.
Ziarul dezvăluie că, între 2017 și 2019, patru directori de cabinet și treisprezece consilieri s-au succedat, unii dintre ei vorbind despre un „traumatism persistent” în urma experienței. Aceștia evocă „comportamente manageriale foarte dure, descriu un cabinet fragmentat intenționat, cu un rol privilegiat acordat a doi bărbați, directorul adjunct de cabinet și consilierul de presă, cărora li se cerea ascultare necondiționată, în detrimentul consilierelor, reduse la sarcini de sprijin și transformate în țapi ispășitori atunci când nerăbdarea ministrei nu era satisfăcută”. Unii denunță și remarci critice legate de aspectul fizic sau de vestimentație.
Confruntat cu aceste acuzații, În fața acestor acuzații, consilierul său special, Mathieu Pontécaille, recunoaște că „au fost într-adevăr concediați consilieri, dar din motive întemeiate” și explică că „ministra nu are un caracter indulgent, este impulsivă – ceea ce este o trăsătură de caracter corsicană, bine, dar au existat răutăți nejustificate care s-au răspândit la Matignon pentru a rezolva niște conflicte. A existat un sentiment de trădare”. La 5 decembrie 2020, într-un drept la replică adresat ziarului Libération, șapte membri ai cabinetului ministresei resping acuzațiile și declară: „Noi, consilieri aflați de mult timp în serviciul lui Marlène Schiappa […], negăm cu fermitate aceste afirmații și regretăm formulările ambigue și insinuările care au drept scop compromiterea ministresei”. De partea sa, Marlène Schiappa răspunde publicației: „Este adevărat că au existat momente tensionate, oameni care nu se înțelegeau”.

### Articol de opinie în JDD despre femeile aflate în situații precare
Într-un articol publicat în Le Journal du Dimanche în ianuarie 2023 și co-semnat cu deputate din majoritate, ea susține proiectul de reformă a pensiilor, explicând că acesta protejează femeile care vor ieși la pensie „după o carieră fragmentată, cu normă redusă, cu un salariu mic”, prin intermediul sumei minime de 1.200 de euro prezentată în mass-media ca fiind „o măsură emblematică” a reformei, dar al cărei impact real este puternic pus la încercare prin verificările efectuate de mass-media. Puțin mai târziu, ea va acorda un interviu revistei Playboy, care a fost prost primit din cauza contextului social tensionat și a controversei legate de fondul Marianne împotriva discursurilor separatiste pe internet. Prim-ministrul i-a transmis în special că aceasta „nu era deloc potrivită, cu atât mai mult în această perioadă”.

### Interviu în revistaPlayboy
La 31 martie 2023, ziarul Le Parisien a anunțat că Marlène Schiappa va apărea pe coperta revistei Playboy în aprilie, ceea ce a provocat numeroase reacții mediatice, atât la nivel național (inclusiv în interiorul guvernului), cât și în străinătate. Ziarul Le Monde remarcă faptul că paginile sunt publicate alături de un text al avocatului Emmanuel Pierrat, recent condamnat în primă instanță pentru hărțuire, iar, conform lui Yann Barthès în emisiunea Quotidien, „între un interviu cu zemmuriști Gilbert Collard [...], o carte albă semnată de Ivan Rioufol de la CNews [...] și un interviu amplu cu scriitorul controversat Marc-Édouard Nabe”, iconografia erotică tradițională a revistei pare puțin coerentă cu revendicarea „feministă” a ministrei.
Isabelle Rome, ministră însărcinată cu Egalitatea între femei și bărbați, critică decizia lui Marlène Schiappa de a apărea în Playboy: „În opinia mea, a apăra drepturile femeilor în Playboy ar fi echivalent cu a lupta împotriva antisemitismului acordând un interviu revistei Rivarol”, afirmă ea. Potrivit publicației Le Canard enchaîné, Marlène Schiappa i-a răspuns ministrei care i-a succedat printr-un SMS: „Să nu ai notorietate nu e grav în politică. Să nu ai acțiuni concrete, deja mai grav. Să nu ai curaj, și mai grav. Ești doar o geantă de mână la mâna a doua. Găsește curajul să mă suni în loc să vorbești pe la spatele meu”, ceea ce a declanșat o nouă polemică.

### Fondul Marianne împotriva discursurilor separatiste de pe internet
În martie 2023, ziarul Marianne și emisiunea L’Œil du 20 heures de la France 2 au făcut publice rezultatele unei anchete realizate în 2022, care pune sub semnul întrebării buna gestiune și utilizare a fondului „Marianne”. Acest fond de 2,5 milioane de euro, alimentat din alocații publice, a fost lansat în 2021 de Marlène Schiappa — pe atunci ministră delegată însărcinată cu Cetățenia în cadrul Ministerului de Interne — după asasinarea lui Samuel Paty de către un terorist islamist, la 16 octombrie 2020. Scopul său era „promovarea valorilor republicane și combaterea discursurilor separatiste pe internet în fața radicalizării online”, însă activitatea uneia dintre asociațiile finanțate „ridică semne de întrebare” privind utilizarea fondurilor. Aceasta ar fi permis unor persoane să se „îmbogățească pe nedrept”.
În urma acestor dezvăluiri, inspecția generală a administrației a fost solicitată să efectueze un audit privind utilizarea fondurilor.
În aprilie 2023, Mediapart a relatat că fondul Marianne a finanțat și o structură distinctă, creată recent, care a difuzat materiale politice împotriva oponenților lui Emmanuel Macron în timpul campaniilor electorale pentru alegerile prezidențiale din 2022 și pentru cele legislative din același an. Anne Hidalgo, vizată de aceste materiale video, a depus o plângere penală împotriva persoanelor necunoscute pentru deturnare de fonduri publice, abuz de încredere și încălcarea legislației privind finanțarea campaniilor electorale, iar socialiștii au depus o propunere de înființare a unei comisii de „anchetă rapidă” în Senat. Nici Palatul Élysée, nici Matignon nu au reacționat, iar secretara de stat a respins acuzațiile.
În mai 2023, o comisie de anchetă senatorială îl audiază pe prefectul Christian Gravel cu privire la modalitățile de selecție a proiectelor finanțate din fondul Marianne. Conform singurului raport de selecție comunicat comisiei, asociația Coexister a fost exclusă din procesul de selecție din cauza „poziționării […] explicit în opoziție cu linia guvernamentală”. Potrivit declarațiilor prefectului: „Abordarea sa este legată de actori pe care noi nu îi considerăm apărători ai Republicii și care încearcă chiar, uneori, să o slăbească”. În aceeași lună, Parchetul Național Financiar deschide o anchetă judiciară, printre altele pentru „deturnare de fonduri” și „abuz de încredere”.
În iunie 2023, Mediapart completează declarația fostului director de cabinet al lui Marlène Schiappa, Sébastien Jallet, făcută în fața comisiei senatoriale de anchetă, dezvăluind că aceasta a exclus personal asociația SOS Racisme din program din motive de „litigiu personal”, deși administrația aprobase o subvenție de 100.000 de euro. Această informație, împreună cu relatările făcute în fața comisiei senatoriale, contrazic concluziile misiunii de inspecție și afirmațiile apropiaților ministresei, care susțineau că ea „nu a participat la selecții”. Raportorul comisiei de anchetă, Jean-François Husson, declară câteva zile după ședință: „În locul ei, aș demisiona. Raportul nostru va concluziona că ea nu spune adevărul”.

## Proiecte artistice și culturale

### Monologurile vaginului
La 7 martie 2018, Marlène Schiappa a participat, alături de fostele ministre Myriam El Khomri și Roselyne Bachelot, la piesa de teatru Monologurile vaginului, în care au interpretat diverse mărturii legate de drepturile femeilor. Ele au abordat subiecte sensibile precum violurile de război, nașterea, excizia, prostituția, schimbarea de sex, maternitatea și plăcerea feminină. Spectacolul a avut ca scop susținerea Colectivului feminist împotriva violului, iar spectatorii au fost invitați să facă donații pentru această cauză. Marlène Schiappa a subliniat importanța spargerii tabu-urilor legate de corpul feminin prin participarea la această reprezentație.

### Seriale TV
Ziarul La Lettre a dezvăluit pe 18 octombrie 2023 că fostul ministru este în proces de creare a unei ficțiuni politice pentru televiziune, în coLa 18 octombrie 2023, ziarul La Lettre a dezvăluit că fosta ministră se află în curs de creare a unei ficțiuni politice pentru televiziune, în colaborare cu doi foști consilieri ministeriali, Alexandre Dimeck-Ghione și Yenad Mlaraha. Serialul va fi produs de compania Elephant, cunoscută pentru producții precum Jusqu’ici tout va bien pe Netflix sau Rebecca pe TF1.

## Publicații

### Sub numele Marlène Schiappa
- Îmi iubesc familia, ilustrații de Pacco (Robert Laffont și Marabout, 2010)
- Îndrăznește să iubești femeile plinuțe (La Musardine, 2010)
- Mămica lucrează, ghidul (First, 2011)
- Revin la muncă după naștere (Tournez la page, 2012)
- Dicționarul nebun al maternității (Michalon, 2013)
- Elogiul copilului rege (Bourin, 2013)
- Cele 200 de trucuri ale Mămicii care lucrează (Leducs, 2013)
- Ghidul de sarcină al Mămicii care lucrează (Leducs, 2014)
- Nu mai mult de 4 ore de somn, roman (Stock, 2014)
- Cu Cédric Bruguière, Mă opresc din epuizare (Eyrolles, 2015)
- Cu Cédric Bruguière, Tavanul mamei (Eyrolles, 2016)
- Marianne este dezlănțuită (Stock, 2016)
- Colectiv (coord.), Scrisori către uterul meu (La Musardine, 2016)
- Femei de candidați (Bourin, 2017)
- Unde sunt violatorii? Eseu despre cultura violului (L'Aube, 2017; ediția de buzunar, L'Aube, 2018)
- Zilele de după aveau gust de miere (Charleston, 2017)
- Al doilea sex al democrației (L'Aube, 2018)
- Atât de des departe de voi: scrisori către fiicele mele (Stock, 2018)
- Una și indivizibilă: Urgența de a apăra Republica (L'Aube, 2019)
- Printre toate femeile: Unsprezece întâlniri excepționale (Grasset, 2020)
- Drepturile femeilor în fața violențelor (Dalloz, 2020)
- Felul meu de a fi (Stock, 2021)
- E o poziție bună, nu? Ministră (Éditions de l'Observatoire, 2022)
- Doar o pălmuță (Éditions de l'Observatoire, 2023)
- Drepturile femeilor la locul de muncă (Dalloz, 2024)
- Scandal (Fayard, 2024)
- Ambițiile noastre atât de mici. Pentru o revoluție a succesului femeilor (Éditions de l'Aube, 2024)
- Puterea de a spune nu... pentru a-mi impune limitele (Eyrolles, 2025)

#### Contribuții
- Singurul lucru de spart este tăcerea, colectiv regizat de Nadia Hathroubi-Safsaf, Les Points sur les i, 2015
- Împreună împotriva ginofobiei, de regizoarea Lisa Azuelos (Stock, 2016)

### Sub pseudonimul Marie Minelli
- Îndrăznește să reușești în divorțul tău (La Musardine, 2012)
- Îndrăznește să ai prieteni sexuali (La Musardine, 2013)
- Colectiv, Îndrăznește 20 de povești de dragoste… și sex (La Musardine, 2013)
- Colectiv, Dare 20 de povești de voyeuri și exhibiționști (La Musardine, 2013)
- Sex, minciuni și suburbii fierbinți (La Musardine, 2014)
- Colectiv, Îndrăznește 40 de povești erotice de Crăciun (La Musardine, 2014)
- Fetele cuminți nu înghit (La Musardine, 2014)
- 150 de locuri unde poți face sex cel puțin o dată (First, 2014)
- Cum să-ți transformi bărbatul în Brad Pitt în 30 jours (La Musardine, 2015)
- Colectiv, Îndrăznește 20 de știri despre sex (La Musardine, 2015)
- Îndrăznește prima dată (La Musardine, 2015)
- Dare the female orgasm (La Musardine, 2019)

## Distincții
- 2018: este numită printre cei 100 de tineri lideri globali („tineri lideri globali”) al Forumului Economic Mondial.
- 2019 A primit premiul întâi pentru Revelația politică a anului pentru Le Trombinoscope.
- 2021 Marele Premiu pentru Umor Politic pentru „On ne va pas s'interdire les plans à trois”[199].
- 2023 Premiul pentru Perseverență pentru Citare goală (ajutor)[200].
- 2025: Format:Déco CeLH[201].